# Леоне Аллаччі
Леоне Аллаччі, також Лев Аллацій, Лео(н) Аллатіос, Леон Аллаціос (нар. близько 1586 – пом. 19 січня 1669) — ренесансний гуманіст, новонавернений католик, грецький класичний філолог, бібліотекар і теолог.

## Біографія
Аллаччі народився на грецькому острові Хіос близько 1586 року в православному середовищі. Спершу він жив у Калабрії, потім у Римі, де спочатку викладав грецьку мову, а згодом став улюбленцем папи Григорія XV у грецькій колегії святого Афанасія.
Після завоювання Гейдельберга в 1622 році Тіллі, переможний баварський курфюрст Максиміліан, на прохання папи Григорія XV, пожертвував Ватикану дорогоцінну Гайдельберзьку бібліотеку Палатина, яку він спочатку хотів взяти до Мюнхена. Папа Григорій доручив Аллаччі перевезти рукописи караваном із 200 мулів через Альпи до Риму . З цієї нагоди Аллаччі також перевів собі дванадцять ящиків із цінними книгами.
Після смерті папи Григорія XV у 1623 році Аллаччі став бібліотекарем кардинала Франческо Барберіні, а в 1661 році його підвищили до бібліотекаря Ватиканської бібліотеки. У 1666 році Аллаччі запропонував свою «Драмматургію», що стала найпершою спробою укласти каталог усіх опер і драм, поставлених на той час в Італії. Пізніше цю роботу продовжив Г. Б. Паскуалі (нове видання Венеція 1755). Леоне Аллаччі помер на посаді бібліотекаря в 1669 році.